# Ацетилацетонат лантана
Ацетилацетона́т ланта́на — органическое вещество, хелатное соединение металла лантана с формулой La(С5H7O2)3. При нормальных условиях представляет собой бесцветное твёрдое вещество, хорошо растворимое в воде и органических растворителях.

## Получение
- Взаимодействие солей лантана со спиртовым раствором ацетилацетона в слабощелочной среде (рН = 7,8):

{\displaystyle {\mathsf {La(NO_{3})_{3}+3C_{5}H_{8}O_{2}+3NH_{3}\ {\xrightarrow {C_{2}H_{5}OH}}\ \ La(C_{5}H_{7}O_{2})_{3}+3NH_{4}NO_{3}}}}

## Свойства
Ацетилацетонат лантана образует бесцветное твёрдое вещество, хорошо растворяется в воде, эфирах, спиртах, бензоле, хлороформе и др. С аммиаком, пиридином и анилином образовывает аддукты составов La(С5H7O2)3·NH3, La(С5H7O2)3·С5H5N и La(С5H7O2)3·С6H5NH2 соответственно.